# Campionati italiani di sci alpino 1966
Ai Campionati italiani di sci alpino 1966 furono assegnati i titoli di discesa libera, slalom gigante, slalom speciale e combinata, sia maschili sia femminili.

## Risultati

### Uomini

#### Discesa libera
| Pos. | Atleta           | Nazione |
| ---- | ---------------- | ------- |
| 1    | Ivo Mahlknecht   | Italia  |
| 2    | Teresio Vachet   | Italia  |
| 3    | Renato Valentini | Italia  |

#### Slalom gigante
| Pos. | Atleta            | Nazione |
| ---- | ----------------- | ------- |
| 1    | Bruno Piazzalunga | Italia  |
| 2    | Carlo Senoner     | Italia  |
| 3    | Gerhard Mussner   | Italia  |

#### Slalom speciale
| Pos. | Atleta            | Nazione |
| ---- | ----------------- | ------- |
| 1    | Giovanni Dibona   | Italia  |
| 2    | Bruno Piazzalunga | Italia  |
| 3    | Claudio De Tassis | Italia  |

#### Combinata
| Pos. | Atleta            | Nazione |
| ---- | ----------------- | ------- |
| 1    | Giovanni Dibona   | Italia  |
| 2    | Bruno Piazzalunga | Italia  |
| 3    | Claudio De Tassis | Italia  |

### Donne

#### Discesa libera
| Pos. | Atleta                    | Nazione |
| ---- | ------------------------- | ------- |
| 1    | Lidia Barbieri Sacconaghi | Italia  |
| 2    | Lotte Nogler              | Italia  |
| 3    | Marisella Chevallard      | Italia  |

#### Slalom gigante
| Pos. | Atleta                    | Nazione |
| ---- | ------------------------- | ------- |
| 1    | Giustina Demetz           | Italia  |
| 2    | Glorianda Cipolla         | Italia  |
| 3    | Lidia Barbieri Sacconaghi | Italia  |

#### Slalom speciale
| Pos. | Atleta                    | Nazione |
| ---- | ------------------------- | ------- |
| 1    | Glorianda Cipolla         | Italia  |
| 2    | Giustina Demetz           | Italia  |
| 3    | Lidia Barbieri Sacconaghi | Italia  |

#### Combinata
| Pos. | Atleta                    | Nazione |
| ---- | ------------------------- | ------- |
| 1    | Lidia Barbieri Sacconaghi | Italia  |
| 2    | Marisella Chevallard      | Italia  |
| 3    | Paola Strauss             | Italia  |